# Estrée-Cauchy
Estrée-Cauchy är en kommun i departementet Pas-de-Calais i regionen Hauts-de-France i norra Frankrike. Kommunen ligger i kantonen Houdain som tillhör arrondissementet Béthune. År 2022 hade Estrée-Cauchy 353 invånare.

## Befolkningsutveckling
Antalet invånare i kommunen Estrée-Cauchy
| Referens: INSEE |